# Etienne, fiordo
Etienne, fiordo är en vik i Antarktis. Den ligger i Västantarktis. Argentina, Chile och Storbritannien gör anspråk på området.